# Owchţāsh
Owchţāsh (persiska: وچتاش, اوچطاش, Ūchtāsh) är en ort i Iran.   Den ligger i provinsen Zanjan, i den nordvästra delen av landet, 300 km väster om huvudstaden Teheran. Owchţāsh ligger 1 848 meter över havet och antalet invånare är 294.
Terrängen runt Owchţāsh är kuperad, och sluttar norrut. Runt Owchţāsh är det ganska glesbefolkat, med 23 invånare per kvadratkilometer. Närmaste större samhälle är Dandī, 14,0 km norr om Owchţāsh. Trakten runt Owchţāsh består i huvudsak av gräsmarker.